# اورن‌دره (کوزان)
اورن‌دره (به ترکی استانبولی: Örendere) یک منطقهٔ مسکونی در ترکیه است که در قوزان (ترکیه) واقع شده‌است.